# Hati

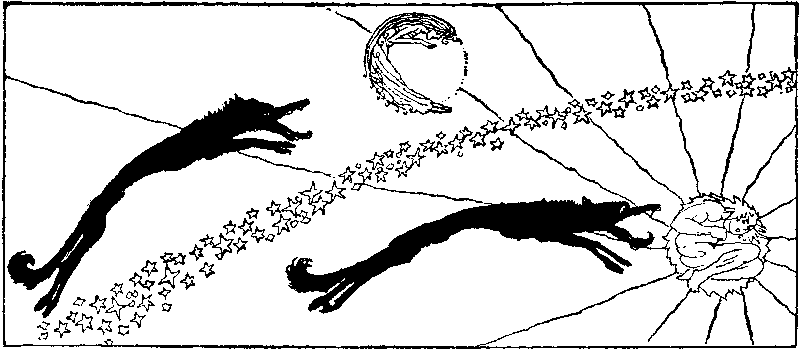
El lobo Hati persiguiendo a la luna y su hermano Sköll persiguiendo al sol (ilustración de Willy Pogany)

En la mitología nórdica, Hati (del nórdico antiguo, significa odio) era un lobo que perseguía a Máni (la luna) por el cielo todas las noches. Cada vez que lograba acercarse a su presa se producían eclipses lunares. Su hermano Sköll, perseguía al Sol. Son los hijos de Fenrir. Se dice que los niños detonan los calderos y hacen bastante ruido, lo suficiente para mantenerlo alejado de la luna. Además usan las chispas de la detonación de los calderos para volar a los cielos. La gente de la tierra los llama estrellas caídas. Se dice, que en el tiempo de Ragnarök, el fin del mundo, Hati alcanzará la luna y la desgarrará con sus zarpas.
También conocido como: Mánagarm en Escandinavia, es llamado el “perro de la Luna”, que se sacia con la carne de los que han muerto. Está presente el aspecto del perro no sólo como acompañante y guardián del Reino de los Muertos sino también en su función de carroñero.